# Gynoplistia annulata
Gynoplistia annulata är en tvåvingeart som beskrevs av John Obadiah Westwood 1835. Gynoplistia annulata ingår i släktet Gynoplistia och familjen småharkrankar. Inga underarter finns listade i Catalogue of Life.